# Türkische Botschaft Accra
Die Türkische Botschaft Accra (offiziell: Botschaft der Republik Türkei Accra; Türkiye Cumhuriyeti Akra Büyükelçiliği oder T.C. Akra Büyükelçiliği) ist die höchste diplomatische Vertretung der Republik Türkei in Ghana. Sie befindet sich Accra, der größten Stadt (und auch der Hauptstadt) des Landes. Seit dem 20. Mai 2010 residiert Kenan Tepedelen als Botschafter der Republik Türkei in dem Botschaftsgebäude.
Drei Jahre nach der Unabhängigkeit Ghanas wurde die Botschaft im Jahre 1960 eröffnet. 1981 wurde sie aus finanziellen Gründen geschlossen und am 1. Februar 2010 wieder eröffnet. Die Botschaft Accra ist neben Ghana auch für Togo und Benin akkreditiert.